# 赵汇川
赵汇川（1913年—1996年），安徽省宿县人，中国人民解放军海军将领。
早年曾组织地方武装抗日并负伤。1939年在张爱萍领导下率部开辟皖东北抗日根据地，并由张爱萍改编为新四军，任宿县抗日游击队副司令、新四军6支队11团团长，淮北军区三分区司令等。
第二次国共内战中历任华中军区第七分区副司令、华中野战军第九纵队参谋长、淮北挺进支队副司令员，江淮军区参谋长、三野九兵团司令部参谋处长，华东军区海军司令部作战处处长。
中华人民共和国成立后，参加创建中国人民解放军海军，任中国人民解放军海军航空学校校长，后任海军一航校校长。1952年赴京筹建海军航空部，是中国人民解放军海军航空兵的创建人之一，任海军航空部参谋长，随后任海军航空部副司令员。次年入伏罗希洛夫海军学院，1957年毕业回国，任海军航空兵部副司令员兼参谋长、北海舰队副司令员。1961年晋升中国人民解放军少将军衔并获二级独立自由勋章、一级解放勋章、二级红旗勋章。
在1964年6月11日海军航4师独立5大队使用“照明攻击法”击落台湾P-2V侦察机的战斗中负主要指挥责任。1996年5月27日逝世，享年84岁。